# Туризм в Нигерии

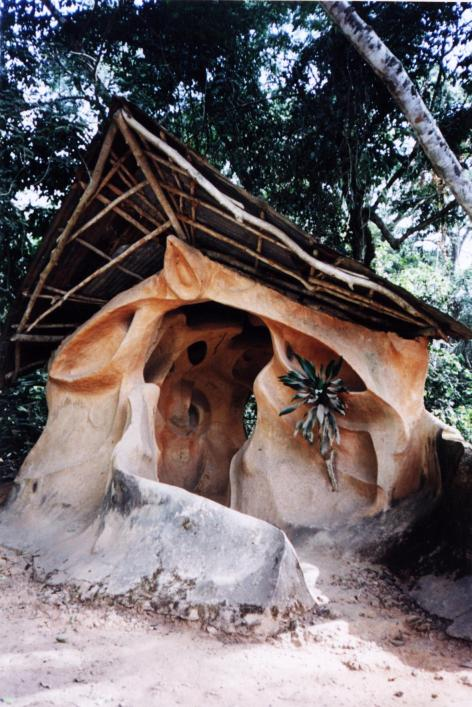
Объект всемирного наследия — Осун-Осогбо.

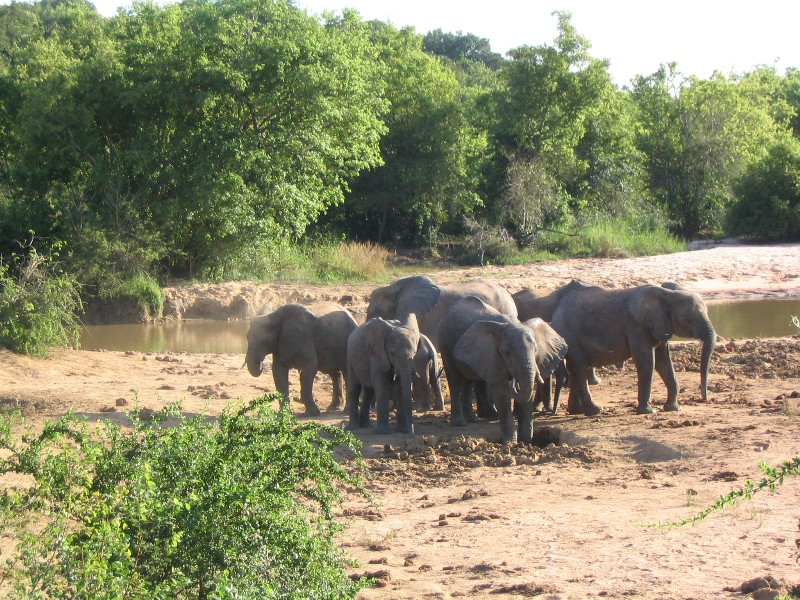
Национальный парк Янкари.

Туризм в Нигерии — одна из важных составляющих бюджета страны. В стране есть тропические леса, саванны, водопады, множество объектов, имеющих культурное и историческое значение. Однако ряд регионов страны страдает от нехватки электроэнергии, плохого качества дорог и грязной питьевой воды.

## Туристические объекты
Туристические объекты в Нигерии включают в себя: фестивали и культурные мероприятия (такие, как фестиваль Дурбар и др.), национальные парки (такие, как Старый Ойо, Янкари и Кросс-Ривер) и другие географические объекты (такие, как скала Асо в Абудже).

## Контроль туристического сектора
Индустрию туризма регулирует Министерство культуры, туризма и национальной ориентации Нигерии.
В попытке повысить популярность туристического сектора страны, с 2004 года стал проводиться конкурс красоты — Мисс Туризма Нигерии. Победительницы 2004, 2005, и 2006 годов: Ширли Агнотц, Абигейл Лонге и Глория Зиригбе.

## Доходы
Согласно докладу Всемирного совета деловых путешествий и туризма, доходы от туризма в Нигерии превысили 10 млрд. долларов США в 2007 году и составляют около 6 % от валового внутреннего продукта страны.